# 陳振齊
陳振齊（遊戲代號Achie，阿齊，1992年9月23日—），台灣一名電子競技選手，主要參與《英雄聯盟》賽事，在該遊戲台港澳伺服器天梯榜上，屬前50名列為「頂尖召喚師」的菁英階級玩家（原ID:完美高手）。曾隸屬於台灣競舞娛樂旗下的台北暗殺星職業戰隊，剛加入戰隊時先擔任AP Carry，後轉任Top至今。曾經在一星期之內，在台服從铂金階級上到菁英階級。
因常在比賽中沒抓好傳送時間點而被擊殺，因而被網友戲稱「完美送頭」。
在2014年5月7日誓言"沒拿到冠軍不回國"，後來還真的沒拿到冠軍，從此入籍法國，成為TPA第二位外籍選手。
代表作為2014年巴黎明星賽0/7/1表現的李星，以及2014年世界賽閃現綁小兵的雷茲。
後因課業關係，暫時轉為TPA訓練生。後於2015年轉往Logitech G Snipers，2015年2月25日再次復出於電競舞台，成為LMS史上第一個法籍選手。
2017年底加入S.E.超競並出任超競總導師
2022年成為中信飛牡蠣的教練
教練時期代表作為2024年領軍簽下Karsa、SwordArt、Driver的中信飛牡蠣拿下PCS第四名的成績，連PCS的線下賽都打不進去，被稱為銀河戰艦的CFO改稱為恆河戰艦，採訪中表示不知道恆河在哪邊，超級可悲

## 大事記
- 2013年6月3日，官方正式宣佈由Achie及輔助玩家李杰(遊戲代號:Jay)接替Toyz與Stanley離隊後的空位。[1]
- 2013年7月28日，首次於正式比賽中擔任Top。[2]
- 2015年2月25日再次復出於電競舞台。